# Elias Holl
Elias Holl (Augsburgo, 28 de febrero de 1573 - 6 de enero de 1646) fue el arquitecto más importante de la arquitectura barroca alemana temprana.

## Biografía
Elias Holl nació en Augsburgo, Werbhausgasse 2. Descendía de una familia de constructores. Su padre, Hans Holl (1512-1594) le enseñó. Aprobó el examen en 1596, el Meisterprüfung. Tras una estancia en Italia en los años 1600/1601 —visitó Bolzano y Venecia— se convirtió, en el año 1602, en Werkmeister de Augsburgo. En 1629 perdió su cargo como Stadtbaumeister debido a que era protestante. Desde entonces se le llama sólo Stadtgeometer. Fue despedido del cargo en el año 1631.

## Obra

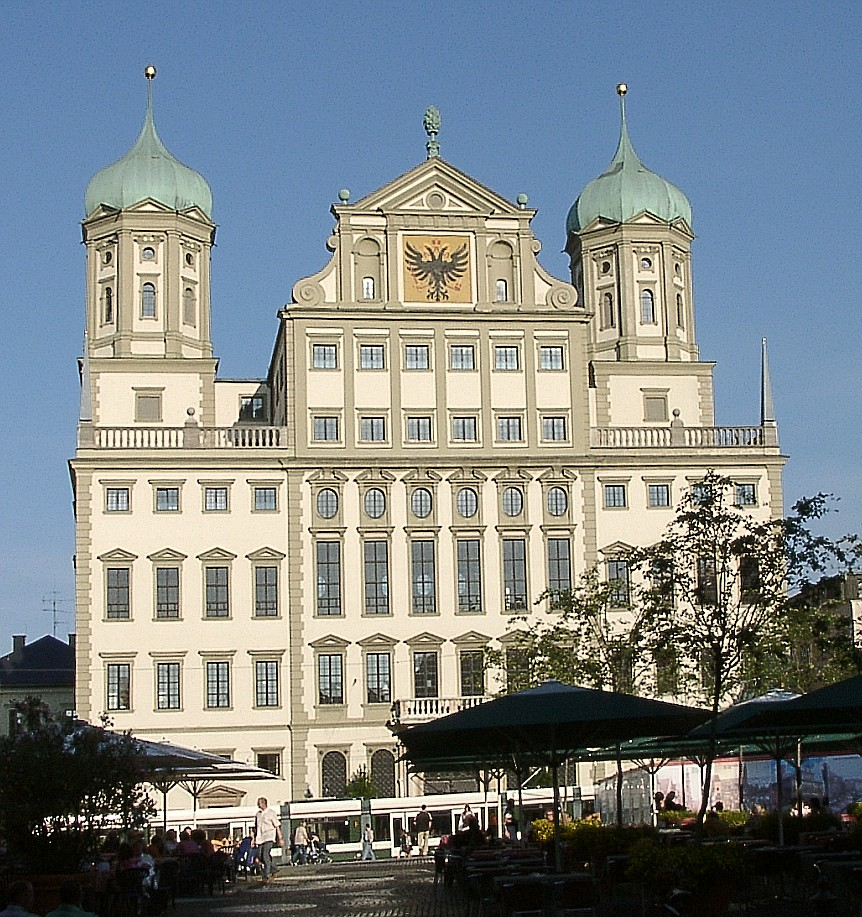
El Ayuntamiento de Augsburgo.

Fue el arquitecto y constructor de un monumento de Augsburgo: el Ayuntamiento de Augsburgo.
Más edificios en Augsburgo son la Armería (1602-1607), la Wertachbrucker Tor (1605) Stadtmetzg (1609), St.-Anna-Gymnasium (1613), ampliación del Perlachturm (1614-1616) y el Hospital del Espíritu Santo (1626-1631) (contiene el Augsburger Puppenkiste)